# Aleg
Aleg, trascritta letteralmente Alāk in arabo ألاك‎?), è una città della Mauritania capoluogo della Regione di Brakna.
La città è un grosso centro agricolo (cereali e gomma arabica) nel settore sud-occidentale del Paese.
Aleg è stata al centro delle cronache mondiali il 24 dicembre 2007 quando in un attentato, rivendicato da un gruppo terroristico che fa capo ad al-Qāʿida, furono uccisi 4 turisti francesi ed uno fu ferito gravemente.

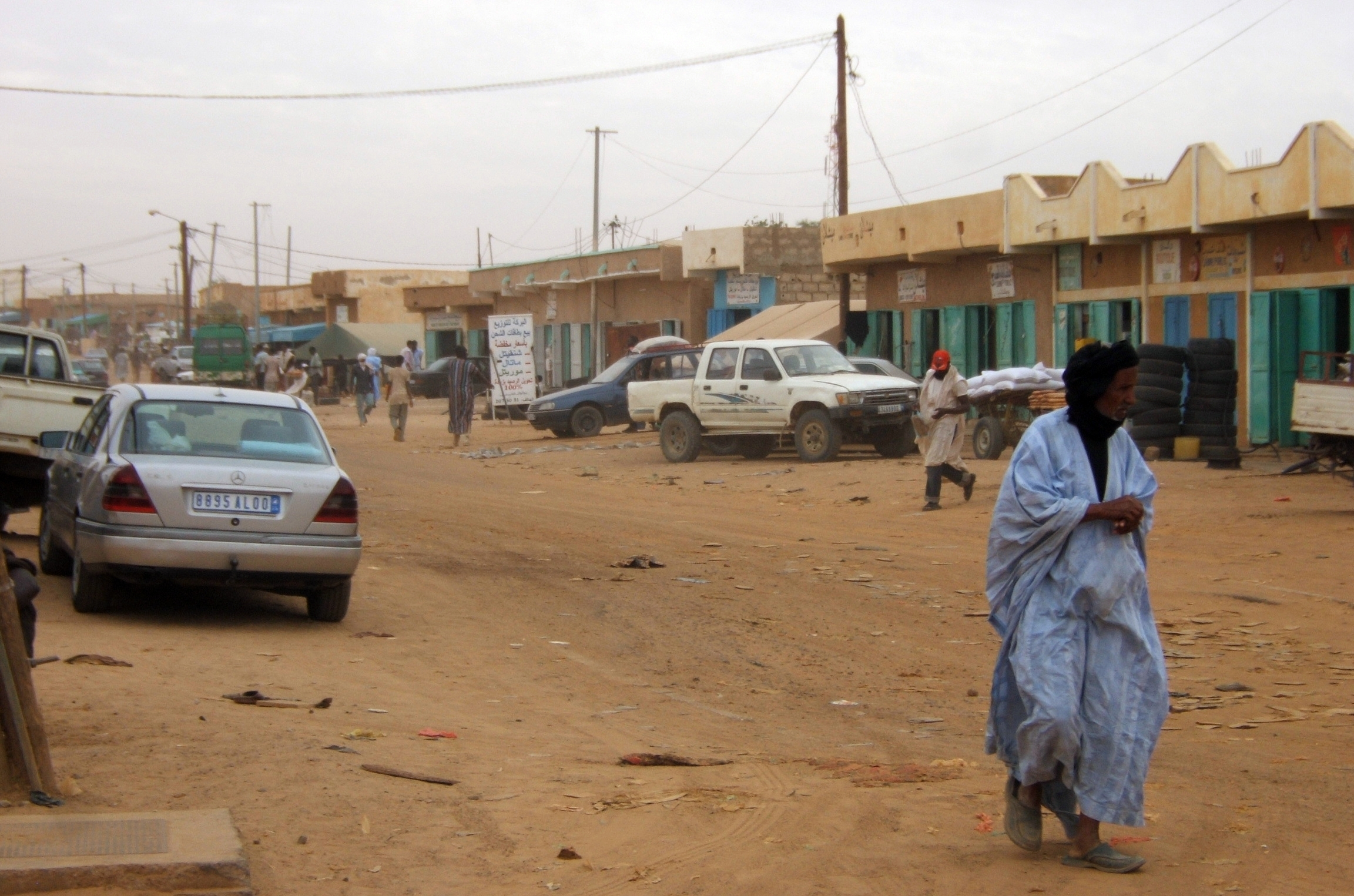
Una via ad Aleg

È la città natale dell'ex presidente della Mauritania, Sidi Mohamed Ould Cheikh Abdallahi.